# Menetia maini
Menetia maini är en ödleart som beskrevs av  Storr 1976. Menetia maini ingår i släktet Menetia och familjen skinkar. Inga underarter finns listade i Catalogue of Life.